# Neuwirtshaus (Hanau)

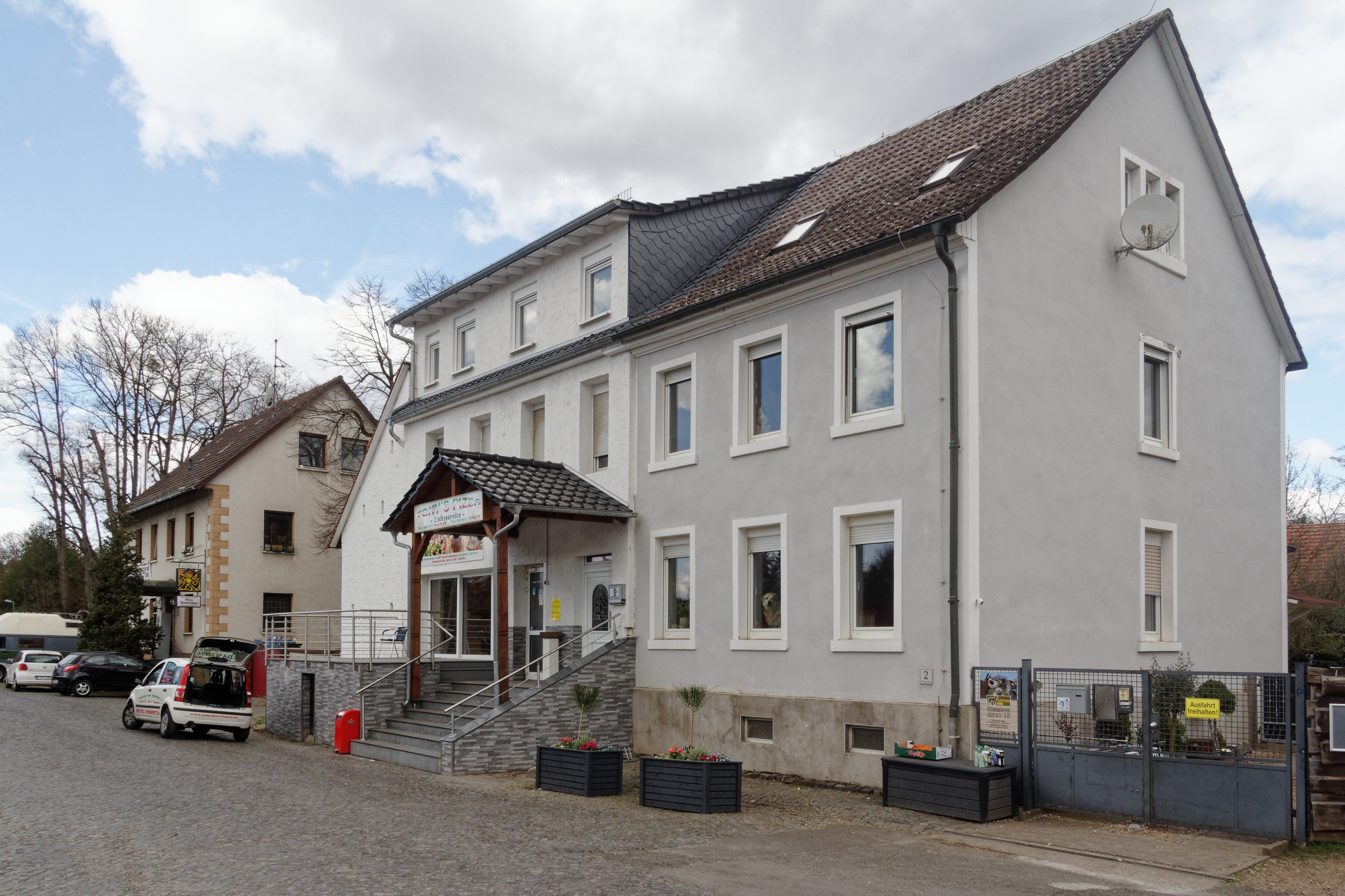
Die ehemaligen Wirtshäuser: Im Gebäude rechts befindet sich heute eine Pizzeria, das andere Haus ist bewohnt

Neuwirtshaus ist eine Siedlung in Hanau, die zum Stadtteil Großauheim gehört.

## Geografische Lage
Die Siedlung liegt an der ehemaligen Bundesstraße 8 zwischen Hanau und Aschaffenburg, in Mittelalter und Früher Neuzeit die Birkenhainer Straße, die hier die Grenze zwischen der Grafschaft Hanau-Münzenberg und Kurmainz überschritt. Das Neuwirtshaus liegt knapp auf Großauheimer Gemarkung und damit im ehemals Kurmainzer Gebiet.

## Geschichte
1693 errichtete der Bernbacher Mathes Botzum ein erstes Wirtshaus. Er wählte die Lage auf Kurmainzer Gebiet, weil hier die Steuern geringer waren als in der benachbarten Grafschaft Hanau. Sein Sohn, Johann Botzum, errichtete im Jahr 1713 ein zweites Wirtshaus.
Die Lage direkt an der Staatsgrenze sorgte für Konflikte. Ein Streit zwischen der Grafschaft Hanau und Kurmainz darüber, welches Schankmaß zu benutzen sei, führte zu einer genauen Grenzziehung in dem strittigen Bereich, wobei sich um die Lage der Grenzsteine wiederum ein Konflikt entzündete. Von 1806 bis 1813 beanspruchte Napoleon das Neuwirtshaus für sich, um es – zusammen mit anderem, etwa dem Schloss Philippsruhe – seiner Schwester Pauline zu schenken.
Bis in die 1960er-Jahre waren die beiden Wirtshäuser stark frequentiert, vor allem von Bürgern aus dem nahen Großauheim, und in den Sommermonaten oft ausgebucht.

## Wissenswert
In der Nähe des heutigen Neuwirtshauses lag in der Antike das Kleinkastell Neuwirtshaus. Nordöstlich grenzt die Siedlung an den Neuwirtshäuser Weiher.